# Humidité du bois
L'humidité du bois désigne la quantité d'eau présente sous forme liquide ou de vapeur dans le bois après que l'eau libre a été évacuée. Elles est généralement exprimée en fraction, ou plus communément en pourcentage, du poids du bois sec. L'humidité du bois se mesure aussi avec un humidimètre.
Hormis l'eau libre — soit l'eau contenue dans les cavités cellulaires ainsi que dans les espaces intercellulaires et qui y est retenue uniquement par capillarité — l'eau peut exister dans le bois sous forme liquide ou de vapeur dans le lumen de la cellule, et sous forme d'eau liée, par association moléculaire à l'intérieur des parois cellulaires.
La teneur en eau du bois, sa variabilité, qui a en même temps pour conséquence immédiate la variation de la densité, la densité du bois elle-même, ainsi que la variabilité du volume, qui de même que la variabilité du poids dépend du changement de la teneur en humidité, constituent des facteurs importants pour l'appréciation de la valeur du bois.
Lorsqu'un arbre est abattu, il est considéré comme « vert » : le bois vert contient encore de l'eau libre, on dit qu'il a une teneur en humidité au-dessus du point de saturation des fibres. Le concept de point de saturation des fibres a été développé par l'ingénieur américain Harry D. Tiemann en 1906. Ce n'est qu'une fois que toute l'eau libre a été perdue que le bois atteint le point de saturation des fibres. À ce stade, le bois ne se contracte pas ou ne change pas de dimension, car les fibres sont encore complètement saturées d'eau. Cette eau liée s'évacue lors du séchage, qui occasionne des phénomènes de retrait, à l'origine de la déformation du bois.
Plusieurs caractéristiques physiques ou technologiques du bois sont corrélées à sa teneur en eau (et par là à sa densité et son poids) : dureté, résistance mécanique, retrait, propriétés acoustiques,, thermiques ; la flottabilité du bois. La conductivité électrique est directement influencé par l'humidité. La densité du bois influence aussi le coût du transport des grumes et des bois sciés, le prix d’achat du bois au poids, le rendement en pâte ; la densité du bois est un facteur clé pour l’évaluation de la biomasse forestière et de la bioénergie. L'humidité influence le pouvoir calorifique du bois de chauffage, plus un bois est sec, plus il est calorifique. La compréhension du comportement du bois lié à l'humidité intéresse au plus haut point les secteurs de l'industrie qui exploitent ou emploient le bois.
L'humidité du bois est une des conditions de la survie de certains champignons, insectes ou bactéries qui vont se nourrir du bois.. Le bois est hygroscopique c'est-à dire qu'il gagne ou perd de l'humidité en fonction des conditions du milieu environnant; en gagnant ou perdant de l'humidité, le bois se dilate ou se contracte, ce qu'on appelle aussi le « travail du bois », qui intéresse les métiers du bois d’œuvre.
L’humidité s’exprime en pourcentage de deux façons :
- l’humidité sur masse brute ou humidité relative : utilisée pour le bois de chauffage, elle est le rapport de la masse d'eau contenue, à la masse du bois humide ;
- l'humidité sur masse sèche ou anhydre : utilisée dans tout autre secteur, elle est le rapport de la masse d'eau contenue, à la masse du bois séché en séchoir[12].

La plupart du temps c'est l'humidité sur masse anhydre qui est exprimé.

## Humidité des arbres vivants
Les cellules de bois nouvellement formées dans un arbre vivant naissent dans un environnement saturé d'eau, et les parois cellulaires elles-mêmes sont probablement également entièrement saturées d'eau. Les cellules de bois dont la fonction principale est d'acheminer l'eau des racines au feuillage doivent être saturées d'eau, pour constituer la colonnes d'eau continues et ininterrompues formant la base du transport de l'eau dans la plante. Lorsque les cellules du bois ne fonctionnent plus principalement comme des moyens de transport de l'eau, l'eau de la cavité cellulaire peut être partiellement ou entièrement remplie par des gaz, compris la vapeur d'eau. Cependant, la paroi cellulaire elle-même demeure entièrement saturée.
L'eau compte pour 70 % à 90 % dans la composition de la plante et durant le métabolisme la plante contient plus de 50 % d'eau en mouvement : la sève montante ou brute, contenant les éléments nutritifs, et la sève élaborée, en quantité infime par rapport à la première. Le flux de sève brute dans le xylème est continu et ascendant : l'arbre se comporte comme une pompe, dont la puissant moteur se situe dans sa partie verte, et qui dissipe dans l'atmosphère de grandes quantités d'eau, par décomposition chimique, guttation et surtout transpiration. La transpiration végétale est un phénomène d'une importance considérable (par exemple un seul érable argenté adulte de 14,50 m, peut perdre jusqu'à 225 litres d'eau par heure). La nuit le débit est faible, le jour important, avec un pic à midi, la transpiration a pour effet de diminuer la teneur en eau de l'arbre. En hiver d'autre-part, du moins pour les angiosperme dans les pays septentrionaux, l'arbre entre en dormance, la sève est ralentie. Les forestiers se fondaient sur la température pour déterminer la fin et le début de la période végétative, la période de croissance de l'arbre : il existe un seuil, en deçà duquel l'eau n'est pas utilisable par l'arbre, où la pompe se désamorce, ou ne démarre pas : dans les régions tempérées entre 6 et 8 °C.
La variation de la teneur en humidité des différentes espèce d'arbre selon la saison est connue, car elle est un facteur important pris en considération par les négociants qui vendent régulièrement du bois au poids. On l'a aussi envisagé par rapport à la flottabilité du bois dans le cadre du transport par flottage,, mais aussi de la dérive des bois sur les rivières (large woody debris).
L'expérience a montré que selon les espèces, la teneur en humidité variait à l'intérieur de l'arbre, du cœur à l'écorce et du tronc à la cime, et qu'elle variait aussi selon la saison (chez Populus tremuloides, Betula papyrifera par exemple, mais pas les conifère du Nord). Les variations saisonnières sont surtout localisées au niveau de l'aubier ; l'humidité du duramen apparait relativement constante durant toute l'année. La teneur en humidité augmente de la base du tronc vers la cime. Une grande variation de la teneur en eau de l'aubier dans la région de la cime est apparemment liée à la variation des intensités des processus de transpiration. La teneur en humidité de certaines variétés d'arbres peut varier en fonction de leur âge ; pour le chêne, cette interdépendance s'explique par les changements dans la structure anatomique du bois dus à l'âge.
| Type de bois | Teneur en eau | Teneur en eau |
| ------------ | ------------- | ------------- |
| Type de bois | Aubier        | Duramen       |
| Résineux     | 150 à 200 %   | 40 à 80 %     |
| Feuillus     | 80 à 120 %    | 60 à 100 %    |

Chez Populus tremuloides et Betula papyrifera, la teneur en eau est la plus élevée au printemps juste avant le débourrement; elle diminue au cours de l'été jusqu'à la chute des feuilles, puis augmente jusqu'en décembre. En janvier, il y a une légère baisse mais pas autant qu'en été. La plupart des variations de la teneur en humidité ont été observées dans le bois le plus proche de l'écorce. Chez Populus tremuloides, la teneur en humidité diminue généralement avec la hauteur. En général, le poids d'une charge de Populus tremuloides ou Betula papyrifera, coupés en été (juin-juillet) peut être estimé en supposant que la moitié du poids est de l'eau. Le bois coupé en janvier ou février contient plus d'eau et peut être 6 % plus lourd que le même volume coupé en été. La teneur en humidité varie d'une année à l'autre. Cela se vérifie chez le peuplier faux-tremble, l'arbre contient plus d'humidité durant la dormance (pendant la sécheresse le tronc de l'arbre rétrécit en diamètre).
Teneur en eau des bouleaux du Nouveau-Brunswick (Clarks,1957,)
Pour des raisons techniques, il est temporairement impossible d'afficher le graphique qui aurait dû être présenté ici.

## Bois vert
Dès lors, le bois vert généralement contient de l'eau sous trois formes : de l'eau liquide remplissant partiellement ou complètement les cavités cellulaires (quelquefois appelée « eau libre » pour la distinguer de l'eau emprisonnée dans la paroi cellulaire) ; de la vapeur d'eau dans la lumière de la cellule (lumen) ; et de l'eau dans la paroi cellulaire appelée « eau liée », retenue dans le bois avec des forces bien plus fortes que celles qui retiennent l'eau libre. Les termes « libre » et « liée » sont relatifs, dans la mesure où l'eau dans les cavités cellulaires est soumise à des forces capillaires, et n'est donc pas dans le même état thermodynamique que l'eau liquide ordinaire dans un grand récipient. « En outre, l'eau de la lumière de la cellule peut également contenir des matières hydrosolubles qui réduisent son état thermodynamique et la rendent moins libre que l'eau liquide ordinaire sans solutés. ».
Lorsque le bois vert est séché, il perd d'abord son eau libre. Une cellule qui a perdu toute son eau libre, et qui ne contient dès lors que de la vapeur d'eau dans sa lumière, pour des parois cellulaires entièrement saturées, a été pour la première fois caractérisée par le « point de saturation des fibres », par Harry D. Tiemann en 1906.

## Calcul de la teneur d'humidité
La teneur en humidité (TH) est généralement exprimée en pourcentage et peut être calculée à partir de la formule :
{\displaystyle TH={\frac {m_{eau}}{m_{sec}}}\times 100}
où {\displaystyle m_{eau}} est la masse d'eau dans le bois et {\displaystyle m_{sec}} est la masse du bois anhydre.
Sur le plan opérationnel, la teneur en humidité d'un morceau de bois donné peut être calculée par la formule :
{\displaystyle TH={\frac {m_{humide}-m_{sec}}{m_{sec}}}\times 100}
où {\displaystyle m_{humide}} est la masse du spécimen à une teneur en humidité donnée et {\displaystyle m_{sec}} est la masse du bois anhydre.
Pour calculer la teneur en humidité d'une bille, on prend un échantillon représentatif (section de tronc ou carotte prélevée à tarière de Pressler) à partir de la partie centrale de la grume ; on pèse l'échantillon vert ; on sèche l'échantillon au four à 105 °C pendant 16 à 18 heures ; on place dans un récipient sur un dessicant pendant 30 minutes et on pèse à température ambiante ; on place de nouveau l'échantillon au four pendant 2 heures, puis on le place dans un récipient sur un dessicant et on le pèse de nouveau à température ambiante pour s'assurer que le poids s'est stabilisé. On applique la formule la formule ci dessus où {\displaystyle m_{humide}} est la masse initiale de l'échantillon (poids vert), et {\displaystyle m_{sec}} est la masse de l'échantillon desséché (TH en %). La formule peut donner une teneur en humidité supérieure à 100 pour cent car parfois le poids de l'eau dans un échantillon dépasse le poids du bois lui-même.
Le bois vert est souvent défini comme du bois fraîchement coupé dans lequel les parois cellulaires sont complètement saturées d'eau et de l'eau supplémentaire peut résider dans la lumière. La teneur en humidité du bois vert peut aller d'environ 35 % à 120 % (200 % pour le peuplier). Dans les résineux verts, la teneur en humidité de l'aubier est généralement supérieure à celle du bois de cœur ; dans les feuillus verts, la différence d'humidité entre le bois de cœur et l'aubier dépend de l'espèce.
Suivant son taux d'humidité un bois est dit :
- imbibé : bois immergé pendant une certaine période, humidité à 200 % ;
- vert : sur pied ou récemment abattu, 35 à 120 % ;
- saturé : au point de saturation des fibres ; environ 30 % ;
- sec à l'air : de 12 à 18 % selon la saison et le lieu de séchage ;
- desséché : obtenu par un séchage artificiel, inférieur à 12 % ;
- anhydre : par passage en étuve de laboratoire.

La densité du bois étant tributaire de son humidité, il est possible de dégager les notions de densité anhydre, de densité à l'état sec à l'air ; de densité à l'état vert. Ces mesures de densité surtout utilisées par les forestier pour faciliter les comparaisons entre espèces. Pour la densité à l'état sec à l'air (SG), le taux d'humidité doit être spécifié : 8, 12 et 15 %, variant selon la coutume selon la région géographique, différences dues au fait que les forestiers avaient historiquement besoin d'une valeur pour le bois d'œuvre sec à l'air pour une utilisation locale et, avec une teneur en humidité d'équilibre (EMC, pour equilibrium moisture content) déterminée par la température et l'humidité locales de l'air.
La masse volumique (la densité absolue) du bois elle est aussi donnée relativement à une teneur en humidité.
Des propriétés physiques comme la dureté du bois (méthode Chalais-Meudon), la compression, la flexion sont données pour une humidité du bois déterminée (12 %).

## Équilibre hygrométrique
La teneur en humidité du bois dépend de l'humidité relative, et de la température de l'air où il se trouve. Si le bois reste assez longtemps dans une atmosphère pour lequel l'humidité relative et la température restent constantes, la teneur en humidité deviendra également constante à la valeur connue sous le nom d'équilibre hygrométrique (EMC). Ainsi chaque combinaison d'humidité relative et de température a une EMC associée. L'EMC augmente avec une augmentation de l'humidité relative, et avec une température décroissante. Des EMC faibles accélèrent le séchage à l'air, ce qui est souvent avantageux, mais peut être aussi préjudiciable pour des espèces, comme le chêne, susceptible de se fendre superficiellement au début du processus de séchage, lorsque le séchage se passe trop rapidement. Lorsqu'on connait l'EMC de l'emplacement potentiel d'un produit fini en bois, il est théoriquement possible de sécher à cette teneur en humidité.

## Humidité et champignons
Le bois fraichement abattu du fait de taux de humidité élevé (95 % par rapport au poids sec pour les feuillus et 150 % pour les résineux) est préservé des attaques des champignons. Pour qu'elles se développent, il faut que la teneur en humidité du bois ne soit ni trop élevée (saturée en eau et par là pauvre en oxygène) ni trop basse (humidité inférieure à 20 %). Une humidité très haute ou très basse est dès lors la meilleure protection contre les attaques fongiques.

## Variation volumique
Le volume de bois varie selon le taux d'humidité : le bois rétrécit au fur et à mesure qu'il sèche ce qu'on appelle retrait. Le retrait de l'état vert à l'état anhydre varie d'environ 4 % (teck, Tectona grandis) à 20 % (ébène africain, Diospyros spp.).

## Humidité et insectes
Les Scolytes et Platypes creusent des galeries dans le bois sur pied ou fraîchement abattu pour y pondre leurs œufs. Leur action est définitivement arrêtée dès que l’humidité du bois descend sous 30-35 %. L’attaque est donc finie lorsque le bois est mis en œuvre.

## Ouvrabilité et humidité
Il y a toujours intérêt à scier le bois en grumes le plus vert possible ; ou des grumes provenant d'un stockage humide : le coefficient de frottement bois-acier est plus faible sur bois vert que sur bois sec, il en résulte une diminution de l'usure des dents de scie, par frottement et échauffement ; l'humidité des grumes contribue aussi au refroidissement de la lame. La solution la plus simple consiste à pratiquer le sciage rapidement après abattage. On stocke aussi le bois dans l'eau (bassin à grumes). On pratique aussi l'arrosage permanent sur les parcs à grumes attenants à la scierie.
Sur les arsenaux de marine le bois était souvent mis en œuvre immédiatement après sa sortie des enclavations : lorsque saturé en eau. Les études archéologiques sur le mobilier et les ensembles de charpentes du Moyen Âge, montrent d'autre-part que les bois étaient la plupart du temps travaillés et placés vert ou ressuyé.

## Bois de marine
Dans les chantiers de grands travaux permanents, les constructeurs étaient forcés de s'approvisionner longtemps à l'avance de diverses essences de bois, afin d'avoir toujours un vaste assortiment de pièces de toutes configurations et dimensions et qui répondent à tous les besoins prévus et imprévus. On pratiquait le stockage à sec sous hangar, l'envasement mais surtout l'enclavation.
L'enclavation qui est un mode de stockage humide des grumes se pratique dans de vastes bassins, appelés fosses à mâts. La condition gorgée d'eau est d'autre part la condition habituelle d'une bonne partie des bois de marine, du moins les œuvres mortes ; les constructeurs de navire savent (même si les mécanismes de la pourriture, particulièrement la pourriture sèche leur sont inconnus jusqu'au XIXe siècle), que ces parties sont moins susceptibles de pourrir que certaines parties émergées. Les navires entreposés à quai sont lestés pour que la coque s’enfonce dans l'eau, assurant par là sa préservation. La durée d'un navire toutefois n’excédait que rarement 15 ans, et la pourriture était presque toujours le diagnostic final conduisant à la démolition du navire.
L'enclavation préservait les bois des insectes qui pullulaient dans les hangars de stockage.
Le flottage du bois autrefois généralisé, se prolongeant souvent par l'enclavation, une technique de mise en œuvre sur bois saturé ou gorgé d'eau se développe dans les arsenaux de marine. Le bois est mis en œuvre immédiatement après sa sortie des enclavations : lorsqu'il est encore saturé d'eau, les bois sont plus tendres et plus faciles à travailler, et d'autre part la main d'œuvre y est moins importante. Les pièces de membrure peuvent même être assemblées saturées d'eau sans qu'il en résulte d'inconvénients. On laisse alors le séchage s'opérer librement sur la charpente : après la levée des couples, une année s'écoule avant la mise en place du bordé.

## Bois de construction
Le bois est hygroscopique c'est-à dire qu'il gagne ou perd de l'humidité en fonction des conditions du milieu environnant. L'échange d'humidité entre le bois et l'air dépend de l'humidité relative et de la température de l'air et de la quantité d'eau dans le bois. En climat tempéré l'humidité du bois varie autour de 7 %-8 % en hiver dans des pièces chauffées, et 19 %-20 % à l'extérieur avec des humidités relatives de 80 %. En gagnant ou perdant de l'humidité, le bois se dilate ou se contracte, ce qu'on appelle aussi le travail du bois ou jeu du bois, qui est responsable d'éventuels désordres dans la mise en œuvre du bois ou dans le comportement du bois ouvré. Le bois qui, n'est pas bien sec et est exposé à l'air, ou celui qui est trop sec et est exposé dans des lieux humides, « se tourmente, se déjoint ou se cofine ».
La plupart des problèmes liés au bois employé comme matériau de construction sont des problèmes d'humidité. Peinture écaillée, pourriture, gauchissement, fissures et retrait en général sont tous liés à l'eau associée au bois. Le bois ne rétrécit et ne gonfle que sous son point de saturation des fibres, qui est d'environ 28 % d'humidité (MC). Le bois rétrécit et gonfle au contact de l'eau liquide et de l'humidité relative.
Rondelet avait mesuré la variation de dimension qu'éprouve le chêne bien sec soumis à des alternatives d’humidité et de sécheresse plus ou moins grandes, dans le sens du fil de 1/6566 à 1/1377 et dans le sens perpendiculaire aux fibres de 1/412 à 1/83. Les fibres ligneuses travaillent essentiellement dans les plans transversaux de la pièce, avec un retrait tangentiel plus important que le retrait radial, limité par le rayon ; le retrait longitudinal est quasiment nul. Cette variabilité de comportement du bois selon la direction est appelée anisotropie du bois.
De nos jours on met en œuvre les bois à un taux d'humidité proche de l'humidité d'équilibre de sa destination. Cette manière de faire est relativement récente. Les études archéologiques sur le mobilier et les ensembles de charpentes du Moyen Âge, montrent que les bois étaient la plupart du temps travaillés et placés verts ou ressuyés.
La résistance mécanique du bois s'améliore avec le séchage, particulièrement lorsque l'humidité descend en dessous du point de saturation des fibres. La résistance à la traction du bois est à son maximum à un taux d’humidité allant de 6 à 12 %. Dans les dimensionnements des structures en bois, on prend donc en compte le taux d’humidité du bois.

## Séchage du bois
Le séchage du bois consiste à réduire la teneur en humidité du bois avant son utilisation. Il y a deux raisons principales pour sécher le bois :
- travail du bois - Lorsque le bois est utilisé comme matériau de construction, que ce soit comme support structurel dans un bâtiment ou dans des objets de menuiserie, il absorbe ou désorbe l'humidité jusqu'à ce qu'il soit en équilibre avec son environnement. Le processus d'équilibrage (généralement le séchage) provoque un retrait inégal du bois et peut endommager le bois si le processus d'équilibrage se produit trop rapidement. Le processus d'équilibrage doit être contrôlé afin d'éviter d'endommager le bois ;
- combustion du bois - Lorsque le bois est brûlé, il est généralement préférable de le sécher d'abord. L'humidité affecte le processus de combustion, les hydrocarbures non brûlés remontant dans la cheminée. Une partie de l'énergie de la bûche est perdue.

À certaines fins, le bois n'est pas du tout séché et utilisés « vert ».
Le durcissement par cémentation décrit le bois d'œuvre ou le bois qui a été mal séché au four. Le bois sèche trop vite et rétrécit fortement en surface, comprimant son intérieur encore humide. Il en résulte un stress non soulagé. Le bois cémenté peut se déformer considérablement et potentiellement dangereusement lorsque la contrainte est libérée par le sciage.

## Mesure
L'humidité du bois a pu être mesurée par analyse gravimétrique, méthode par distillation, mesure électrique, méthode de Karl Fischer par titrage, résonance magnétique nucléaire.
L'humidité relative du bois a pu être mesurée par hygromètre (humidimètre), hygromètre à condensation, psychromètre.

## Vocabulaire
- Eau libre — au-dessus du point de saturation de la fibre, eau contenue dans les cavités cellulaires ainsi que dans les espaces intercellulaires et qui y est retenue uniquement par les forces de capillarité  (en anglais free moisture, free water[43]).
- Eau liée — eau retenue dans les parois cellulaires (en anglais bound water).
- Point de saturation des fibres — degré d'humidité du bois lorsque toute l'eau libre en est extraite et que les parois des cellules sont encore saturées (en anglais fibre saturation point)[44].
- Teneur en eau, coefficient d'humidité, teneur en eau, taux d'humidité, contenu en humidité, proportion d'humidité, TH — quantité d'eau contenue dans le bois généralement exprimée comme pourcentage du poids du bois séché au four (en anglais moisture content, water content, MC)[45].
- Retrait du bois — phénomène selon lequel les dimensions d'une pièce de bois varient avec son taux d'humidité ; on parle de retrait car le bois vert a des dimensions maximales.
- Retrait volumique — retrait volumique du bois lorsque son humidité varie de 1 %[46].
- Retrait tangentiel linéaire total.
- Retrait radial linéaire total.